# Фуміо Демура
Фуміо Демура (яп. 出村 文男, *15 вересня 1938, Йокогама, Японія — †24 квітня 2023, США) — японський майстер бойових мистецтв, один із провідних популяризаторів традиційного окінавського карате й кобудо на Заході. Мав 9-й дан з сьото-кан та 9-й дан з окінавського кобудо. Відомий як наставник багатьох майстрів бойових мистецтв, а також як консультант і дублер у голлівудських фільмах.

## Біографія
Фуміо Демура народився 15 вересня 1938 року в місті Йокогама, Японія. З раннього дитинства почав займатися бойовими мистецтвами. У віці 9 років почав вивчати карате, а згодом — також кобудо. Його наставниками були такі відомі майстри, як Рюко Кобаяші (сьото-кан) та Тецуо Шимабуку (кобудо).
У 1965 році, на запрошення американського ентузіаста бойових мистецтв Генрі Слока, Демура переїхав до США для популяризації японських бойових мистецтв. Заснував низку додзьо у Каліфорнії, де навчав традиційного карате стилю сьото-кан та окінавського кобудо.

## У кіно
Фуміо Демура активно співпрацював з Голлівудом. Брав участь у зйомках кількох бойовиків як технічний консультант і каскадер. Найвідоміша його роль — дублер Пата Моріти у фільмах серії Маленький каратист (англ. The Karate Kid). Його технічна майстерність і харизма стали важливим чинником у створенні образу містера Міягї — одного з найвідоміших персонажів у масовій культурі бойових мистецтв.

## Внесок у бойові мистецтва
Демура зробив значний внесок у поширення японських бойових мистецтв у Північній Америці та Європі. Його вважають однією з ключових фігур у розвитку карате на Заході в другій половині XX століття.
Він написав кілька навчальних книг:
- Karate: Basic Techniques & Kata
- Tonfa: Karate Weapon of Self-Defense
- Advanced Nunchaku

## Визнання
- 2000 — введений до Зали слави бойових мистецтв журналу Black Belt.
- 2015 — про нього знято документальний фільм The Real Miyagi.

## Смерть
Фуміо Демура помер 24 квітня 2023 року у віці 84 років після тривалої хвороби.